# 307261 Máni
307261 Máni (designação provisória: 2002 MS4) é um objeto transnetuniano localizado no cinturão de Kuiper, uma região do Sistema Solar. Este objeto é classificado como um cubewano. Ele possui uma magnitude absoluta de 3,7.
Em 2007 o telescópio espacial Spitzer estimou um diâmetro de 726 ± 123 quilômetros. Em 2012 o Observatório Espacial Herschel estimou um diâmetro maior de 800 ± 24 quilômetros. Devido ao seu tamanho relativamente grande, o mesmo é considerado um forte candidato a ser classificado como planeta anão.

## Descoberta
307261 MániMáni foi descoberto no dia 18 de junho de 2002 pelos astrônomos Chad Trujillo e Michael E. Brown.

## Numeração e nomeação
Máni recebeu seu número de catálogo permanente de planeta menor de 307261 do Minor Planet Center em 10 de dezembro de 2011. Porém, ele permaneceu sem nome até 9 de junho de 2025, quando foi oficialmente designado "Máni" pelo Grupo de Trabalho para Nomenclatura de Pequenos Corpos da União Astronômica Internacional. De acordo com a citação do nome, "Máni" é uma personificação da Lua em nórdico antigo, conforme descrito na Edda em prosa. Máni é filho de Mundilfari e irmão de "Sól", a deusa do Sol.

## Órbita
A órbita de Máni tem uma excentricidade de 0,146 e possui um semieixo maior de 41,676 UA. O seu periélio leva o mesmo a uma distância de 35,612 UA em relação ao Sol e seu afélio a 47,741 UA. Está atualmente a 47,1 UA do Sol.